# Carnival Luminosa
El  Carnival Luminosa (originalmente Costa Luminosa) es un crucero de la clase Vista operado por Carnival Cruise Line. Originalmente construido como Costa Luminosa, el barco entró en servicio con Costa Cruceros el 5 de mayo de 2009. Su diseño es un híbrido, utilizando elementos de la clase Spirit y la clase Vista. Su barco gemelo, el Costa Deliziosa, se botó en febrero de 2010 y se basa en el mismo diseño. El Costa Luminosa partió de Civitavecchia, Italia, el 3 de junio de 2009, en su viaje inaugural de 13 noches, con puertos de escala en Savona, St. Tropez, Barcelona, Lisboa, Le Havre y Amsterdam.
El 14 de junio de 2022, se anunció que el Costa Luminosa sería transferido a la flota de Carnival Cruise Line, recibiendo el nombre de Carnival Luminosa. Completada la transferencia y un reacondicionamiento de varios espacios, el barco comenzó a navegar para Carnival a partir del 6 de noviembre, con la librea de su nueva naviera.